# كينت جونسون
كينت جونسون (بالإنجليزية: Kent Johnson)‏ هو مترجم وصحفي أمريكي، ولد في 1995.